# Maison personnelle de l'architecte Antoine Pompe
La maison personnelle de l'architecte Antoine Pompe est une maison de style moderniste aménagée par l'architecte Antoine Pompe en 1937 à Ixelles, dans la banlieue sud de Bruxelles en Belgique.

## Localisation
La Maison Pompe est située au numéro 47 de la rue du Châtelain à Ixelles, une commune située au sud-est du centre de Bruxelles,. 

## Historique
Antoine Pompe (1873-1980) est un architecte bruxellois peu connu du grand public dont les travaux avant-gardistes firent de lui un des architectes les plus renommés de son époque,.
Cet architecte à la longévité exceptionnelle (qui vivra jusqu'à l'âge de 107 ans) commence sa carrière comme dessinateur auprès de grands architectes tels Georges Hobé et Victor Horta,.
En 1910, il réalise sa première œuvre, qui constitue un jalon majeur pour l’architecture belge : la clinique du Docteur Van Neck à Saint-Gilles,, mais il est surtout connu pour sa contribution à l'érection de grandes cités jardins construites durant l'entre-deux-guerres comme, par exemple, la cité-jardin du Kapelleveld,,.
Sa maison personnelle de la rue du Châtelain résulte de la transformation d'une maison de style néo-classique de 1895 héritée de ses beaux-parents afin de lui servir d'habitation et de bureau,,,.
Durant cette transformation, Pompe déploie un véritable « génie de la récupération et de l’économie de moyens » : il revoit entièrement le plan intérieur, réalise lui-même une partie des travaux et récupère de nombreux éléments d'origine qu'il démonte et réutilise.
L'architecte occupe la maison de 1938 à 1970.

## Statut patrimonial et restauration
La Maison Pompe fait l'objet d'un classement au titre des monuments historiques depuis le 5 juin 1997 sous la référence 2071-0090/0, et figure à l'Inventaire du patrimoine architectural de la Région de Bruxelles-Capitale sous la référence 16676.
La maison fait l'objet d'une restauration en 2013 par l'Atelier d'Architecture du Congrès. Cette restauration « comprend d’une part la restauration des éléments conservés tels que les soubassements en pierre bleue martelée et striée, les menuiseries extérieures et leur polychromie ou encore les ferronneries, et d’autre part la restitution de certains éléments perdus comme les châssis en bois du bow-window du premier étage ».

## Architecture
La maison présente une étroite façade de trois travées comptant trois niveaux, surmontée d'une toiture mansardée.
Cette façade, couverte d'un crépi peint en jaune, prend appui sur un soubassement en pierre bleue bouchardée qui intègre une petite porte de garage et une porte d'entrée très basse. 
La porte est surmontée d'une fenêtre d'imposte ornée d'un vitrail orné de baguettes de plomb formant un réseau de losanges au milieu duquel sont figurés le té et l’équerre, outils de l'architecte,. À sa gauche, juste au-dessus de la petite porte de garage, se dressent les fenêtres du rez-de-chaussée, dont la partie supérieure est décorée de verres plombés rappelant, en plus simple, le vitrail de la porte.
Le premier étage présente, au centre, un petit oriel de plan triangulaire qui remplace le balcon d'origine. Les fenêtres de cet étage sont séparées les unes des autres par de fins trumeaux en bois striés peints en rose, une couleur que l'on retrouve sur les fins montants verticaux de la porte de garage, sur la poignée de la porte d'entrée et sous la corniche.
Au-dessus de l'oriel, on aperçoit encore les trois fenêtres d’origine de l'étage néo-classique.
La façade se termine par une corniche en forte saillie soutenue par des console striées de même couleur que les trumeaux du  premier étage.

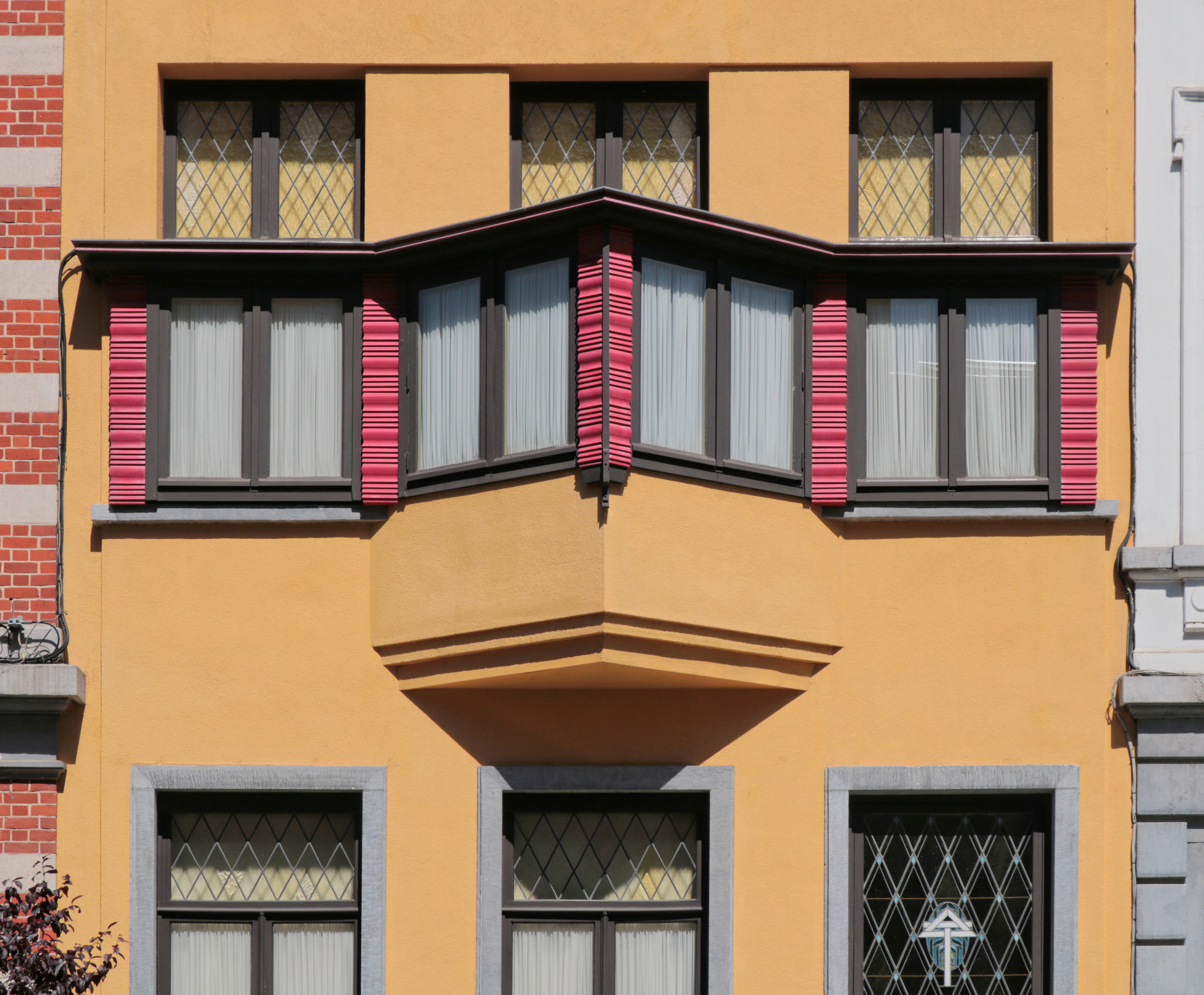
Oriel.
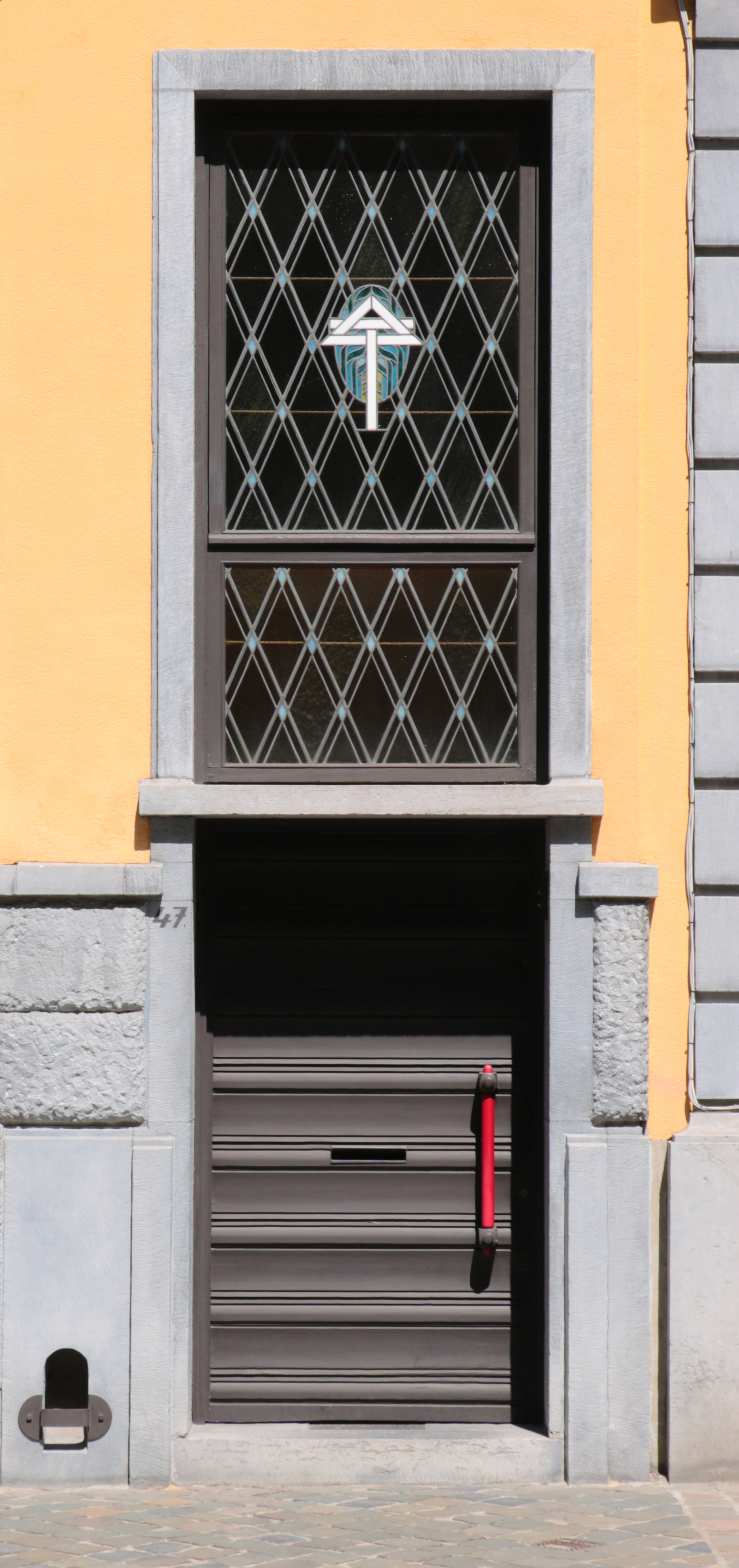
Porte.
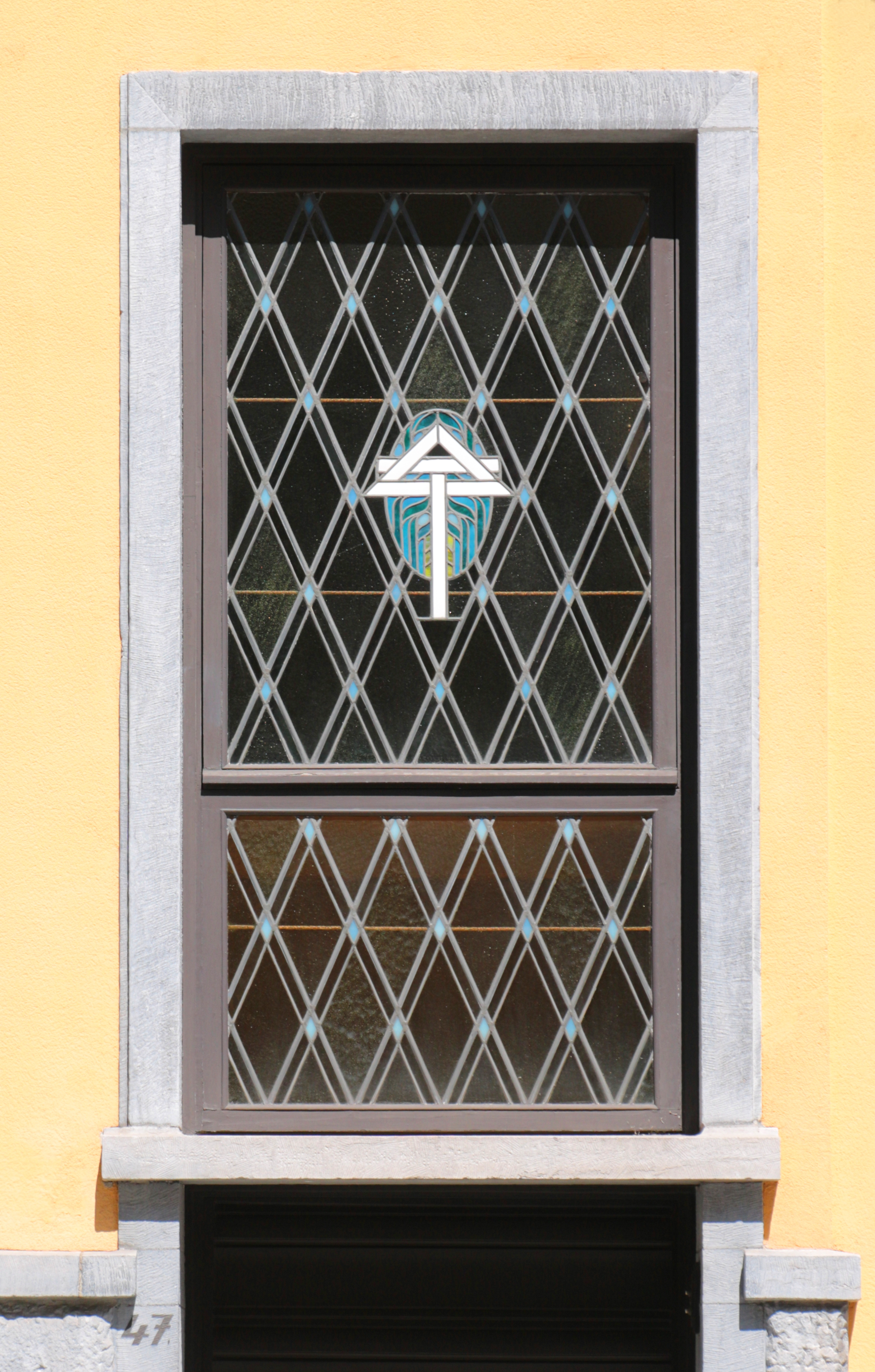
Imposte.
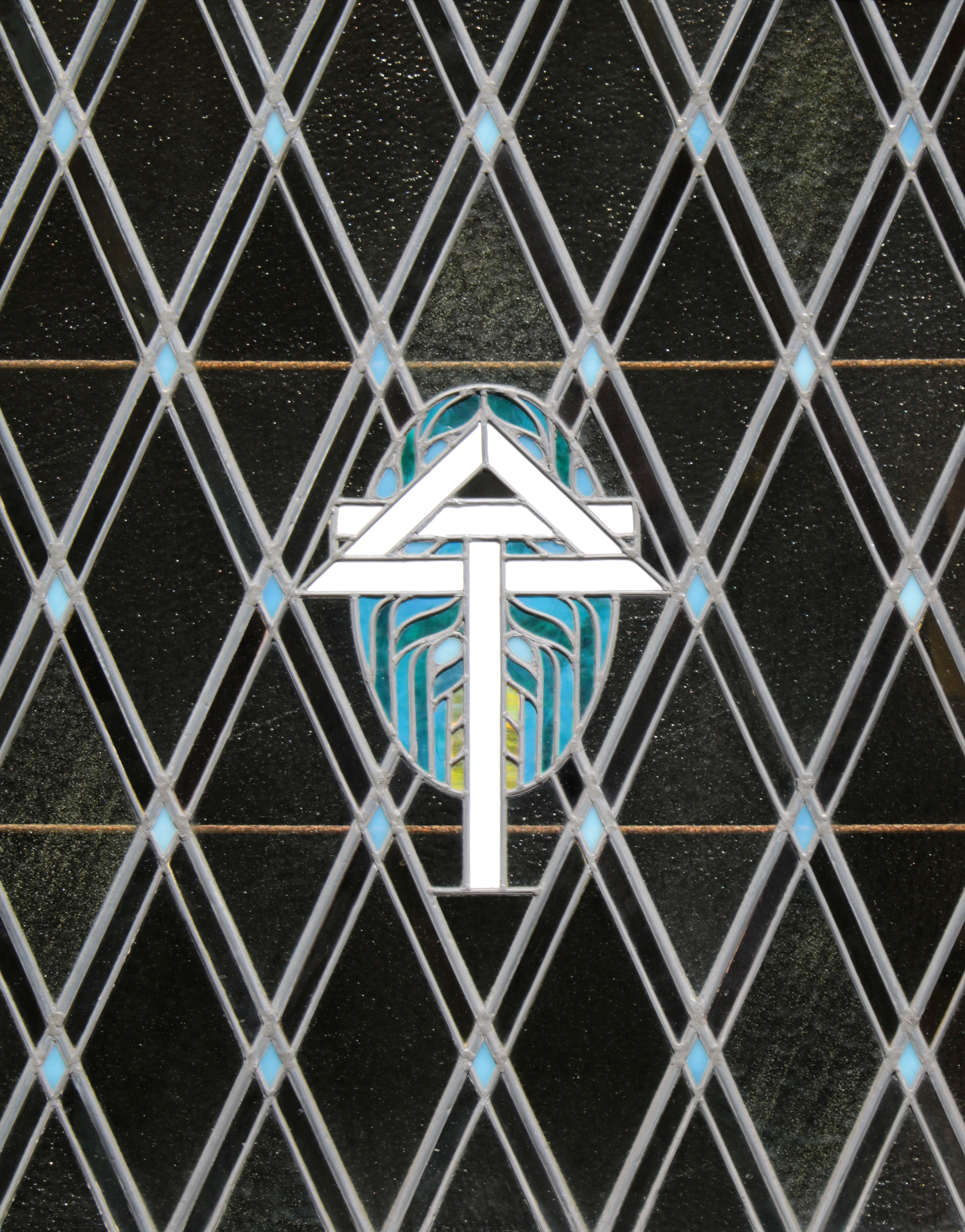
Vitrail.